# Edwin Klebs
Theodor Albrecht Edwin Klebs, född 6 februari 1834 i Königsberg (nuvarande Kaliningrad), död 23 oktober 1913 i Bern, var en tysk patolog och bakteriolog. Han var far till Arnold Klebs.
Klebs blev 1859 assistent vid fysiologiska laboratoriet i Königsberg, 1866 professor i patologisk anatomi i Bern, 1871 i Würzburg, 1873 i Prag och 1882 i Zürich samt 1895 föreståndare för en kuranstalt och ett bakteriologiskt laboratorium i Asheville, North Carolina, och 1896 professor i patologi vid Rush Medical College i Chicago.